# HD 59686 b
HD 59686 b는 쌍둥이자리 방향으로 지구로부터 약 301.84광년 떨어져 있는 외계 행성이다. b는 질량상 슈퍼목성의 반열에 들어간다. 궤도 크기는 태양~지구 거리의 91퍼센트 정도(또는 0.911 천문단위)이다. 그러나 표면 온도는 783 켈빈으로 매우 뜨거운데, 이는 어머니 항성이 태양보다 72.5배나 밝은 거성이기 때문이다. 뜨거운 대기 온도 때문에 수다르스키의 외계행성 겉모습 분류에 따르면 HD 59686 b의 상층부는 구름 한 점 없이 맑은, 짙은 청색의 대기가 펼쳐져 있을 것이다.

## 참고 문헌
- (영어) Mitchell D., Frink S., Quirrenbach A., Fischer D., Marcy G. & Butler P. (2003). “Four Substellar Companions Found Around Nearby K Giant Stars”. 《AAS》. 2007년 5월 31일에 원본 문서에서 보존된 문서. 2007년 6월 22일에 확인함.